# The Sands of Time (film 1913)
The Sands of Time è un cortometraggio muto del 1913 diretto da Lorimer Johnston. Prodotto dalla Selig Polyscope Company e sceneggiato da Mrs. Owen Bronson, il film aveva come interpreti Carl Winterhoff, Winifred Greenwood, Harry Lonsdale, Caroline Cooke, Lafe McKee.

## Trama
Una madre che ha perso la figlia va in un orfanotrofio per adottare un'altra bambina. Padre Tempo si presenta alla piccola con un contenitore delle Sabbie del tempo. La storia della sua vita futura mostra come l'ereditarietà controllerà il suo destino. La ragazza cresce ribelle nonostante l'affetto e gli sforzi della madre che cerca di portarla sulla buona strada. Non ci riuscirà e l'ereditarietà avrà la meglio su di lei. La giovane se ne va di casa e, in una città lontana, vivrà indipendente la sua vita. Ad intervalli prestabiliti durante la sua vita, Padre Tempo le appare e mostra la clessidra con la sabbia a metà corsa. Ma lei non gli dà ascolto né cambierà vita. Quando, ormai donna matura, la bellezza l'abbandona e lei vede avvicinarsi il triste destino di una vecchiaia senza speranza. Sola e povera, beve a fondo la feccia dell'umiliazione e della vergogna. Alla fine si indebolisce ed è indotta da un ecclesiastico ad accettare la religione come conforto per la sua vita perduta. Padre Tempo appare di nuovo e il bicchiere delle  Sabbie del tempo è ormai colmo, ma lei è pronta e sorridente, finalmente felice.

## Produzione
Il film fu prodotto dalla Selig Polyscope Company.

## Distribuzione
Distribuito dalla General Film Company, il film - un cortometraggio in una bobina - uscì nelle sale cinematografiche statunitensi il 14 marzo 1913.